# Willem Gerrit Witteveen
Willem Gerrit Witteveen (Deventer, 1 maart 1891 - Vught, 24 april 1979) is bekend geworden als ontwerper van het eerste wederopbouwplan voor de Rotterdamse binnenstad en als oprichter van het ingenieursbureau Witteveen+Bos.

## Levensloop
Witteveen was zoon van Hendrikus Johannes Witteveen, een aannemer, en Willemina Johanna Beltman. Van 1908 tot 1914 studeerde hij Civiele Techniek aan de Technische Hogeschool Delft.
Van 1919 tot 1924 werkte Witteveen bij de Staatsspoorwegen onder G.W. van Heukelom, de ontwerper van Hoofdadministratiegebouw III (hgb III ofwel de Inktpot) in Utrecht. Hier was hij betrokken bij plannen rond het Rotterdamse station Maas.
In 1924 kwam Witteveen in dienst van de Gemeente Rotterdam als hoofd van de Afdeling Stadsuitbreiding en Gebouwen. In 1931 werd de Dienst Stadsontwikkeling onder zijn leiding gevormd. In 1938 kreeg hij de leiding over de Gemeentelijke Technische Dienst, en werd daarmee de opvolger van L.W.H. van Dijk. Direct na het bombardement op Rotterdam in 1940 kreeg Witteveen de opdracht voor het maken van een wederopbouwplan.
In januari 1945 nam Witteveen ontslag in Rotterdam en werd Rijksadviseur bij de Wederopbouw voor stedenbouwkundige vraagstukken. In 1946 richtte Witteveen in Deventer samen met prof.ir. G.S. Bos (1908-2004) het 'Stedebouwkundig advies- en ingenieursbureau Irs. Witteveen en Bos c.i.' op. Het rijksadviseurschap bezorgde het nieuwe ingenieursbureau de nodige opdrachten. Tot 1958 is Witteveen bij het ingenieursbureau betrokken gebleven. Witteveen+Bos is in 2006 een van de tien grootste ingenieursbureaus van Nederland. 

### Personalia
Witteveen trouwde in 1920 in Amsterdam met Anna Maria Wibaut, dochter van de Amsterdamse wethouder van Volkshuisvesting Floor Wibaut. Ze hadden twee dochters en een zoon, de econoom Johan Witteveen.

## Werk

### Werk aan stadsuitbreiding

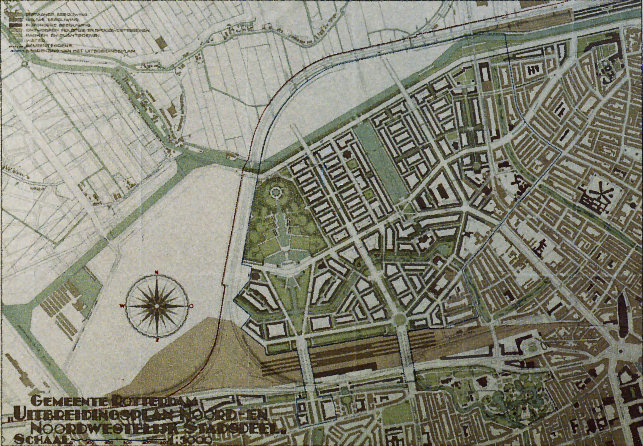
Uitbreidingsplan Blijdorp uit 1931, dat in aangepaste vorm is uitgevoerd.

Witteveen werkte aan een Algemeen Uitbreidingsplan voor de Rotterdamse agglomeratie, waarbinnen onder meer het stedenbouwkundige plan voor de wijk Blijdorp van Willem Kromhout werd aangepast. Ook de inrichting van het Land van Hoboken kwam onder zijn leiding tot stand, waar in de dertiger jaren het Museum Boijmans, het Unilevergebouw en het GEB-gebouw verrezen.

### Plan voor wederopbouw
Direct na het bombardement op Rotterdam kreeg Witteveen de opdracht voor het maken van een wederopbouwplan. Dit presenteerde hij in 1941. Dit plan viel niet overal in goede aarde. Onder druk van industriëlen als C.H. van der Leeuw, de directeur van de Van Nellefabriek, kreeg Cornelis van Traa de opdracht voor het maken van een nieuw plan, waarna Witteveen de gemeente verliet.

## Publicaties
- W.G. Witteveen. Het opbouwplan van Rotterdam: toelichting in het museum Boymans 1941. 1941

Werk over Witteveen
- Noor Mens. W. G. Witteveen en Rotterdam, 2007.